# Messerschmitt Bf 109
Messerschmitt Bf 109 je bilo nemško lovsko letalo, v aktivni uporabi med drugo svetovno vojno. Zasnoval ga je Willy Messerschmitt v zgodnjih 30. letih 20. stoletja. Bilo je eno prvih modernih lovskih letal, povsem kovinske samonosne »monocoque« konstrukcije, imelo je zaprto pilotsko kabino in uvlačljivo podvozje.
Bf 109 je bilo standardno lovsko letalo Luftwaffe med Drugo svetovno vojno. Od leta 1942 ga je vse bolj zamenjeval Focke-Wulf Fw 190. Med celotno vojno so nemški piloti z Bf 109 dosegli več zmag kot s katerim koli drugim letalom.
Poleg klasične lovske vloge je Bf 109 opravljal tudi še naloge jurišnika, spremljevalnega lovca, lovca prestreznika in izvidniškega letala. Bf 109 je lovsko letalo, ki so ga v vsej zgodovini letalstva izdelali v največjem številu. Skupaj je bilo namreč izdelanih več kot 31.000 primerkov raznih različic. Letalo ni bilo popolno, prve različice so imele zelo omejen doseg (640 km), dokler niso sredi leta 1940 izdelali različice E-7.
Z Bf 109 so leteli največji letalski asi druge svetovne vojne: Erich Hartmann (največji letalski as vseh časov s 352 zmagami), Gerhard Barkhorn (301 zmaga) in Günther Rall (275 zmag). Vsi trije so leteli v JG 52, večinoma na vzhodni fronti. Pripadniki te enote so leteli izključno z Bf 109 in dosegli čez 10.000 zmag. Hartmann je bil tako navezan na Bf 109, da ni hotel leteti z nobenim drugim letalom. Tudi Hans-Joachim Marseille, "Zvezda Afrike", je letel le z Bf 109 in z njim dosegel vseh svojih 158 zmag na zahodni fronti. Večino na afriški fronti, vključno s komaj verjetnimi 17(!) sestreljenimi letali v enem samem dnevu.

## Oznaka
Bf 109 je bila prvotna oznaka, ki ga je podelil Reichsluftfahrtministerium (Rajhovsko ministrstvo za zračni transport; RLM) za načrt letala, ki ga je izdelalo podjetje Bayerische Flugzeugwerke. Ta oznaka se je uporabljala v vseh nemških uradnih dokumentih.
Podjetje se je julija 1938 preimenovalo v Messerschmitt AG, ko je Erhard Milch le dovolil, da Willy Messerschmitt prevzame podjetje. Vsa Messerschmittova letala dobila uradno tovarniško oznako Me; torej Me 109.
Tako sta se izoblikovali dve oznaki (uradna vojaška in komercialna), ki sta se in se še uporabljata za ta model letala.
V strokovni literaturi se uporablja nepisano pravilo, da se letala izdelana pred prevzemom oz. spremembo imena uporablja oznaka Bf, po prevzemu pa se uporablja oznaka Me. Tako se za modele 108, 109 in 110 itn uporablja oznaka Bf, za ostale pa Me - npr. Me 155, Me 163, Me 209, Me 210/410, Me 262, Me 309 itn.

## Predhodni dogodki
Leta 1933 je Technisches Amt (T-Amt, tehniški oddelek RLM) zaključil serijo raziskovalnih projektov o prihodnosti letalskega bojevanja. V sklopu teh raziskav so prišli do štirih osnovnih modelov prihodnjih letal:
- Rüstungsflugzeug I (RV-I; večsedežni srednji bombnik),
- Rüstungsflugzeug II (RV-II; taktični bombnik),
- Rüstungsflugzeug III (RV-III; dvosedežni težki lovec) in
- Rüstungsflugzeug IV (RV-IV; enosedežni lovec).

Rüstungsflugzeug IV naj bi bilo popolnoma kovinsko enokrilno, enomotorno, enosedežno lovsko letalo oz. lovec prestreznik, ki bi zamenjal popolnoma zastarela dvokrilnika Arado Ar 64 in Heinkel He 60. 
Druge natečajne zahteve so bile:
- najvišja hitrost 400 km/h na višini 6.000 m, ki jo lahko vzdržuje vsaj 20 minut, v sklopu 90-minutnega leta.
- opremljen naj bo z novim motorjem Junkers Jumo 210A s 700 KM (522 KW).
- oborožen z najmanj tremi mitraljezi 7,92 mm s po 1.000 naboji ali pa z enim topom kalibra 20 mm z 200 granatami.
- obremenitev kril naj bo manj kot 100 kg/m² (majhna obremenitev kril omogoča letalu hitro vzpenjanje in veliko okretnost v zavojih).

Osnovne zahteve za letalo so bile (po prednosti): hitrost letala, hitrost vzpenjanja in okretnost letala.
Vse te zahteve pa niso izvirale iz raziskav, ampak iz zasebno financiranih projektov, ki sta jih izdelala Heinkel in Arado. Te načrte sta v začetku leta 1933 poslala v T-Amt, v upanju na možno naročilo. Uradniki so tako oba projekta pregledali in iz obeh izbrali najboljše lastnosti, ki so tako postale zahteve za novo letalo. Tekmi za novo letalo se je nato pridružil še Focke-Wulf.
Maja 1934 je T-Amt zaključil oblikovanje natečaja za R-IV in razposlal vsem trem podjetjem zahteve ter hkrati prošnjo, da naj do konca leta 1934 dostavijo tri prototipe za praktične preizkuse.
Willy Messerschmitt najprej ni bil povabljen k udeležbi na natečaju. To se je zgodilo zaradi osebnih zamer med Messerschmittom in direktorjem RLM, Erhardom Milchom. Milch je Messerschmittu očital smrt svojega prijatelja Hansa Hackmanna, ki se je ubil kot testni pilot med preizkušanjem lahkega transportnega letala Messerschmitt M20. Messerschmitt je dosegel, zahvaljujoč zvezam z visokimi častniki Luftwaffe in uspehu njegovega športnega letala Messerschmitt Bf 108 Taifun, da so zgodaj leta 1935 k natečaju povabili tudi Bayerische Flugzeugwerke. Tam je bil Messerschmitt zaposlen kot glavni inženir. Milch pa je vseeno izjavil, da Messerschmitt ne bo osvojil natečaja.

## Zasnova
Messerschmitt je do povabila že zasnoval večino bodočega Bf 109. Podobno kot Bf 108, je zasnova temeljila na značilnih Messerschmittovih konstrukcijah. Letala majhne mase, katerih zasnova je stremela k zmanjšanju števila težjih delov v letalu na minimum. Ena takih konstrukcijskih posebnost je bila, da so vse strukturne točke pritrdili na nosilno steno pred pilotsko kabino, nanjo so pritrdili tudi nosilce kril in motorja ter podvozje. V konvencionalnih zasnovah so te strukturne točke razporedili na različne dele letala, tako so bile obremenitve enakomernejše. Težo so tako razporedili po celotnem trupu letala.
Druga pomembna prednost te zasnove je bil način pritrditve podvozja. S tem, da so vsa tri kolesa podvozja pritrdili na trup letala, so lahko v Messerschmittu popolnoma odstranili krila. Med izdelavo in servisiranjem letala je lahko trup samostojno stal na podvozju. Hkrati pa je bila to velika težava, neposredna posledica tega je bila zloglasna nestabilnost letala pri vzletu in pristanku. Manj izkušeni piloti so, pri drugače brezhibnem vzletu ali pristanku, izgubili nadzor nad letalom in se prevrnili bodisi na bok, bodisi se prevalili na nos. Šele z več izkušnjami so se piloti navadili na to konstrukcijsko posebnost. S podobnimi, a z bistveno manjšimi težavami so se ubadali tudi piloti britanskega Spitfira. Podvozje z repnim kolesom je povzročilo, da je bil naklon letala od repa do nosu zelo strm. Zaradi tega piloti pri vožnji na tleh niso mogli gledati naravnost naprej, to je imelo za posledico značilno vijuganje v obliki črke S med vožnjo po tleh. Ta zasnova podvozja je povzročila veliko število poškodb oz. razbitih letal. Okrog 5 % vseh izdelanih Bf 109 se je poškodovalo ali razbilo samo pri pristankih.
Zaradi značilne Messerschmittove enokrilne, nizkokrilne in aerodinamične zasnove letala z majhno skupno maso, so morali vso oborožitev namestiti v trup letala. Dva mitraljeza nad motorjem, tretjega pa tako, da je streljal skozi os propelerja, pri tem je motor deloval kot blažilec. Tako je Willy Messerschmitt dosegel, da so bila krila zelo tanka in lahka. Britansko Kraljevo vojno letalstvo (RAF) je zahtevalo enokrilna letala z osmimi mitraljezi, zato so Nemci uvideli, da trije mitraljezi v Bf 109 niso dovolj. To je spet vodilo v razvoj novega krila, v katerega so sprva vgradili mitraljez, pozneje pa še 20 mm top MG FF.
Leta 1938 je prišla v proizvodnjo različica Emil. Za povečanje zmogljivosti letala so pri Messerschmittu zamenjali dotedanji motor Jumo 210A (600-700 KM). Nadomestil ga je večji in močnejši motor Daimler Benz DB 601A, ki je razvil dodatnih 300 KM za ceno dodatnih 200 kg teže.
Pomembna razlika je bila tudi višja obremenitev kril v primerjavi z drugimi natečajnimi letali. Sam natečaj R-IV je zahteval, da naj bo obremenitev manj kot 100 kg/m². Messerschmitt je menil, da je ta zahteva nesmiselna, saj naj bi bilo lovsko letalo z zahtevanim motorjem prepočasno. Nikakor ne bi moglo dohiteti bombnikov, proti katerim naj bi se sploh borilo. Zasnova krila namreč povzroča dve vrsti upora: parazitski upor in inducirani upor, ki je posledica ustvarjanja vzgona. Vzgon dominira pri večjih hitrostih, medtem ko pretok zraka, ki zadane krilo, provzroča upor, ki narašča kvadratno s hitrostjo letala. Upor pa je dominanten pri manjši hitrosti, kjer pomanjkanje pretoka zraka povzroči, da mora biti krilo pod večjim vpadnim kotom. Ker je lovsko letalo zasnovano v prvi vrsti za polete pri visokih hitrostih, je manjše krilo veliko bolj učinkovito.
Slaba stran manjših kril je, da je letenje pri nižjih hitrostih oteženo. Manjše krilo potrebuje več pretoka zraka in s tem hitrosti, da ustvaril zadostno vzgonsko silo, da letalo ostane v zraku. Da bi to dosegli, je imel Bf 109 vgrajene visoko vzgonske lopute v krilih. Vgrajena so bila tudi predkrilca na čelnem robu krila, ki so delovala povsem samodejno. Veliki zakrilci na zadnjem krilnem robu sta imeli odprte komore, ki so se napolnile z zrakom. Messerschmitt je v zasnovo dodal tudi dodatna krilca, ki so izstopila, ko so se zakrilca spustila, tako se je povečala skupna površina zakrilc, ko so bila ta spuščena. Obenem se je tudi povečal koeficient vzgona, s čimer so izboljšali manevrsko sposobnost letala pri manjši hitrosti in večjih vpadnih kotih.
Druga slaba lastnost visoke obremenitve kril je, da je letalo potrebuje več sile za manevriranje. Zaradi omejene moči motorjev je to pomenilo, da letalo ne bi bilo zmožno delati tako ozkih zavojev kot letala z večjimi krili. Visoko vzgonske lopute so deloma popravile to slabost, toda s svojim delovanjem so povečale tudi zračni upor in tako le še bolj zavrle letalo. Okretnost letala je bila zadnja na seznamu zahtev RLM-ja. Messerschmitt je menil, da so druge izboljšave, ki sicer res povečajo obremenitev kril, bolj pomembne kot ta slabost.

## Prototipi
Prvi prototip (Versuchsflugzeug 1 oz. V1) je bil izdelan maja 1935, toda pogonski motorji še niso bili pripravljeni. Zato je RLM pridobil štiri motorje Rolls-Royce Kestrel VI, v zameno zanje pa so Nemci izročili Britancem letalo Heinkel He 70 Blitz. Ta odločitev je imela pozneje za Nemce zelo hude in daljnosežne posledice.
Messerschmitt je prejel dva taka motorja in začel preurejati letalo V1, da bi lahko vgradili ta novi motor. Nalogo so končali avgusta tega leta in V1 je septembra 1935 opravil prvi poskusni let. Nato je bil poslan še v Preizkusni center Luftwaffe v Rechlinu, kjer so opravili praktične preizkuse za natečaj. Prvi prototip je bil prvi in obenem zadnjii Bf 109, ki je imel vgrajen motor Rolls-Royce Kestrel.
Do konca poletja je bil motor Jumo nared, tako da so lahko oktobra 1935 končali gradnjo V2, ki je imel motor Jumo 210A (610 KM/448 KW). Kmalu je bil dokončan tudi V3, to pa je bil prvi prototip, ki je že imel vgrajene mitraljeze. Letalo je poletelo šele maja 1936, ker prej ni bilo na voljo nobenega motorja Jumo 210A. Tako kot V1, sta bila nato tudi V2 in V3 tudi poslana v Rechlin na preizkušnje.
Končni rezultati so pokazali, da imajo vsa tri prototipna letala skoraj identične zmogljivosti. Največja hitrost letal je bila okoli 470 km/h na višini 4.000 m, dosegla pa so lahko najvišjo višino okoli 8.300 m.

## Natečaj
Luftwaffe je opravila prve preizkuse v Rechlinu, s katerimi je ugotovila, če letala ustrezajo zahtevam razpisa. Preizkuse so nato prestavili v Travemünde, kjer so opravili medsebojne primerjave letal. Heinklovo letalo je prispelo prvo in sicer v začetku februarja 1936, medtem ko so ostala prototipna letala prispela šele v začetku marca.
Ker je bila večina nemških lovskih pilotov Luftwaffe navajenih na dobro odzivne dvokrilce z odprtimi pilotskimi kabinami, majhne g-sile in lahko upravljanje, so bili do Bf 109 zelo kritični. Kljub temu je Bf 109 kmalu postal favorit natečaja, saj so ugotovili, da sta letali Arado in Focke-Wulf zastareli. Nič čudnega, saj sta bili ti dve letali zasnovani dve leti prej in že zastareli, glede na tempo razvoja letal v tistem času.
Edini resen tekmec je bil Heinklov He 112, katerega zasnova je bila na določenih delih podobna Bf 109, na drugih pa popolnoma drugačna. Njegove prednosti so bile: široko in robustno podvozje, boljša vidljivost iz kabine in manjša obremenitev kril. Ta je prispevala k lažjim pristankom in večji okretnosti letala med letom. Toda Bf 109 je bil 30 km/h hitrejši od He 112 v vodoravnem letu, prav tako pa je bil boljši v vzpenjanju in pikiranju. Kljub temu je He 112 ostal favorit vodstva Luftwaffe.
Luftwaffe je naročila pri obeh podjetjih še dodatnih 10 letal, na katerih so delali v naslednjih mesecih. Med tem časom so prispeli močnejši motorji Jumo, s katerimi je Bf 109 postal odločilno boljši od He 112, saj so se z novimi motorji pokazale vse prednosti letala.
Še predno so prispela ostala predserijska letala, je bil natečaj praktično že končan. Marca je RLM prejel novice, da je bil Spitfire že poslan v proizvodnjo. Zaradi tega je v ministrstvu in vodstvu Luftwaffe upravičeno izbruhnila velika zaskrbljenost. 12. marca 1935 so izdali dokument Prioritetna dobava Bf 109, s katerim so v bistvu razglasili zmagovalca natečaja. Bf 109 je bil takoj nato poslan v proizvodnjo, medtem ko je Heinkel dobil navodilo, naj radikalno izboljša He 112.

## Različice
Bf 109V (V kot Versuchsflugzeug)
Bf 109 V označuje vsa predproizvodna letala, ki so bila izdelana za potrebe natečaja in preizkusov (glej zgornje poglavje).
Bf 109 V1
Bf 109 V1 je prvič vzletel 28. maja 1935 in opravil 20-minutni polet, letalo je upravljal Hans-Dietrich Knötzsch. To je bil prvi in obenem edini primerek Bf 109, ki je uporabljal motor Rolls-Royce Kestrel. Za razliko od proizvodnih letal, to ni bilo oboroženo in je imelo dvokrak propeler. Bilo je registrirano pod oznako D-IABI, imelo je tovarniško številko 758.
Bf 109 V2
Letalo je prvič vzletelo 12. decembra 1935 s preizkusnim pilotom Joachimom von Köppenom. Med 26. februarjem in 2. marcem 1936 so potekali testni poleti pod nadzorom Dr.-ing. Hermanna Wurstra. 1. aprila 1936 je letalo zasilno pristalo in se tako poškodovalo, da so ga le še dokončno uničili. Najpomembnejša razlika od predhodnika je bila v vgradnji nekoliko močnejšega motorja Jumo 210A in malenkostni spremembi konstrukcije letala. Načrtovana je bila vgradnja dveh 7,92 mm mitraljezov MG 17, a jih niso nikoli vgradili. Bilo je registrirano pod oznakami D-IILU, D-ILLU oz. D-IUDE in je imelo tovarniško številko 759.
Bf 109 V3
Bf 109 V3 je prvič vzletel 8. aprila 1936, pilotiral pa ga je Dr.-ing. Hermann Wurster. To je bila prva oborožena različica, ki je imela vgrajena dva 7,92 mm mitraljeza MG 17 nad motorjem in en 30 mm top MG C/30, ki je bil vgrajen za motorjem, streljal pa je skozi os propelerja. Poleg tega je imela vgrajenih 5 električno vodenih nosilcev za 10 kg letalske bombe. V3 je bil vzorec za že načrtovano različico Bf 109 A. Konec oktobra 1936 je bilo to letalo z ladjo prepeljano v Španijo, kjer je sodelovalo v bojih španske državljanske vojne v sestavi Versuchsjagdgruppe 88 Legije Kondor. Bilo je registrirano pod oznakama D-IOQY oz. D-IHNY in imelo tovarniško številko 760.
Bf 109 V4
Bf 109 V4 je prvič vzletel 23. septembra 1936, pilotiral ga je Dr.-ing. Hermann Wurster. V4 je bila tudi vzorčni primerek za že načrtovano različico Bf 109 B. Konec novembra 1936 je bilo tudi to letalo z ladjo prepeljano v Španijo, kjer je sodelovalo v bojih v sestavi Versuchsjagdgruppe 88 Legije Kondor. Pilotiral ga je poročnik Hannes Trautloft, letalo je nosilo oznako 6-1. Bilo je registrirano pod oznako D-IALY in je imelo tovarniško številko 878.
Bf 109 V5
Bf 109 V5 je prvič vzletel 5. novembra 1936, pilotiral ga je Dr.-ing. Hermann Wurster. Na tem prototipnem letalu so preizkušali novejše elektro-pnevmatične naprave. Bilo je registrirano pod oznakama D-IIGO oz. D-IEKS in je imelo tovarniško številko 879.
Bf 109 V6
Bf 109 V6 je prvič vzletel 11. novembra 1936, pilotiral ga je Dr.-ing. Hermann Wurster. Prvotno letala niso opremili z mitraljezoma, to so storili šele pozneje. Konec decembra 1936 je bilo tudi to letalo z ladjo prepeljano v Španijo, kjer je sodelovalo v bojih v sestavi Versuchsjagdgruppe 88 Legije Kondor. Bilo je registrirano pod oznako D-IHHB in je imelo tovarniško številko 880.
Bf 109 V7
Bf 109 V7 je prvič vzletel 5. novembra 1936 s pilotom Dr.-ing. Hermannom Wurstrom za krmili. Letalo je sodelovalo na IV. mednarodnem letalskem sejmu, ki je potekal med 23. julijem in 1. avgustom 1937 v Zürichu. Nato je 25. julija dipl. ing. Carl Francke zmagal na sejemski hitrostni tekmi. 29. julija 1937 je stotnik Werner Restemeier s tem letalom v spremstvu Bf 109 V9 in Bf 109 B-1 (tovarniška št. 1062) osvojil krožni prelet Alp za vojaška letala v razredu C. Bilo je registrirano pod oznako D-IJHA in je imelo tovarniško številko 881.
Bf 109 V8
Bf 109 V8 je prvič vzletel 29. decembra 1936, pilotiral ga je Dr.-ing. Hermann Wurster. Bil je registriran pod oznako D-IMQE in je imel tovarniško številko 882.
Bf 109 V9
Bf 109 V9 je prvič vzletel 23. julija 1937, pilotiral pa ga je Fritz Wendel. Letalo je sodelovalo na IV. mednarodnem letalskem sejmu, ki je potekal med 23. julijem in 1. avgustom 1937 v Zürichu. 27. julija 1937 je major Hans Seidemann s tem letalom v spremstvu Bf 109 V7 in Bf 109 B-1 (tovarniška št. 1062) osvojil krožni prelet Alp za vojaška letala v razredu A. Bilo je registrirano pod oznako D-IPLU in je imelo tovarniško številko 1056.
Bf 109 V10
Bf 109 V10 je prvič vzletel 30. decembra 1936. Pilotiral ga je Dr.-ing. Hermann Wurster, bil je registriran pod oznako D-IXZA in je imel tovarniško številko 884.
Bf 109 V10a
Bf 109 V10a je prvič vzletel jeseni 1937. Pri BFW so to letalo uporabili kot preizkusno letalo za Messerschmitt MeP 6. Bilo je registrirano pod oznako D-IAKO in je imelo tovarniško številko 1010.
Bf 109 V11
Bf 109 V11 je prvič vzletel 1. marca 1937. Letalo so uporabili za preizkus namestitve dveh 7,92 mm mitraljezov MG 17 v krilih namesto nad motorjem, kot do tedaj. Bilo je registrirano pod oznako D-IFMO in je imelo tovarniško številko 1012.
Bf 109 V12
Bf 109 V12 je prvič vzletel 13. marca 1937, pilotiral ga je Fritz Wendel. Letalo so uporabili za preizkus namestitve oborožitve, na levo krilo so lahko vgradili 20 mm top MG FF in tudi en 7,92 mm mitraljez MG 17, medtem ko so lahko na desnem vgradili le en mitraljez MG 17. Bilo je registrirano pod oznako D-IVRU in je imelo tovarniško številko 1016.
Bf 109 V13
Bf 109 V13 je prvič vzletel 10. julija 1937. Letalo je nato sodelovalo na IV. mednarodnem letalskem sejmu, ki je potekal med 23. julijem in 1. avgustom 1937 v Zürichu. Novembra 1937 je Hermann Wurster s tem letalom postavil letalski hitrostni svetovni rekord. Bilo je registrirano pod oznako D-IPKY in je imelo tovarniško številko 1050.
Bf 109 V14
Bf 109 V14 je prvič vzletel 28. aprila 1937. Letalo je tudi sodelovalo na IV. mednarodnem letalskem sejmu, ki je potekal med 23. julijem in 1. avgustom 1937 v Zürichu, pilot Ernst Udet je bil na tem sejmu zaradi težav z letalom prisiljen zasilno pristati. Bf 109 V14 je bila vzorčna različica za Bf 109 E. Letalo je bilo registrirano pod oznako D-ISLU in je imelo tovarniško številko 1029.
Bf 109 V15
Bf 109 V15 je prvič vzletel 18. decembra 1937. Prvotno je bilo to letalo druga vzorčna različica za načrtovano serijo Bf 109 E, pri čemer je bil zelo podoben Bf 109 V14. Aprila 1940 so letalo opremili s testno opremo za načrtovano serijo Bf 109 T (zaviralni mehanizem, lovilna kljuka, predelana zakrilca itn). Zadnji znani let tega letala je bil julija 1942. Bilo je registrirano pod oznako D-IPHR (pozneje CE+BF) in je imelo tovarniško številko 1773.
Bf 109 V15a
To letalo je bila vzorčna različica za načrtovano serijo Bf 109 E-1. Bilo je registrirano pod oznako D-ITPD in je imelo tovarniško številko 1774.
Bf 109 V16
Bf 109 V16 je prvič vzletel 10. marca 1938. To letalo je bila druga vzorčna različica za načrtovano serijo Bf 109 T. Bilo je registrirano pod oznako D-IDXG in je imelo tovarniško številko 1775.
Bf 109 V17
Bf 109 V17 je prvič vzletel 24. februarja 1938, marca 1938 pa so letalo predali Luftwaffe. To letalo je bila prva vzorčna različica za načrtovano serijo Bf 109 T (Träger = letalonosilka). Pri tem prototipu so ojačali trup in ga prilagodili silam za katapultni vzlet in dodali lovilno kljuko za lovljenje jeklenice pri pristanku. Sprva so se podvozna kolesa zatikala, zato so pozneje dodali še kolesne branike. Maja 1938 so začeli z uradnimi preizkusi, ki so trajali vse do julija, ko se je letalo poškodovalo pri vzletu. Po tej nesreči so prenehali s preizkušanjem tega letala. Bilo je registrirano pod oznako D-IYMS (pozneje TK+HK) in je imelo tovarniško številko 1776.
Bf 109 V17a
Letalo je sprva služilo za preizkus motorja DB 601A. Pozneje so vgradili motor Jumo 210 in letalo uporabili za preizkuse uporabe letala na letalonosilki. Ti testi so trajali do oktobra 1941, zadnja potrjena uporaba letala pa je bila julija 1942. Bilo je registrirano pod oznako D-IKAC (pozneje TK+HM) in je imelo tovarniško številko 301.
Bf 109 V18
Bf 109 V18 je prvič vzletel 4. februarja 1938. Letalo so uporabili za preizkus oborožitve pri Rheinmetall-Borsigu. Bilo je registrirano pod oznako D-ISDH in je imelo tovarniško številko 1731.
Bf 109 V19
Bf 109 V19 je prvič vzletel 15. novembra 1938. Letalo so uporabili kot vzorčno različico za načrtovano serijo Bf 109 C. Bilo je registrirano pod oznako D-IVSG in je imelo tovarniško številko 1720.
Bf 109 V20
Bf 109 V20 je prvič vzletel 6. oktobra 1938. Bil je registriran pod oznako D-ICZH in je imel tovarniško številko 1779.
Bf 109 V21
Letalo je sprva služilo za preizkus motorja P&W »Twin Wasp« SC-G. Bilo je registrirano pod oznako D-IFKQ (pozneje KB+II) in je imelo tovarniško številko 1770.
Bf 109 V22
Bf 109 V22 je prvič vzletel 14. februarja 1939. Bil je registriran pod oznako D-IRRQ (pozneje CE+BO) in je imel tovarniško številko 1800.
Bf 109 V23
Bf 109 V23 je prvič vzletel 9. februarja 1939. Zakaj je bilo to letalo sprva uporabljeno ni znano, pozneje so letalo predelali. Nastala je vzorčna različica za načrtovano serijo Bf 109 F, takrat je letalo prejelo novo letalsko oznako in tovarniško številko. Pozneje so letalo uporabili za preizkus raznih oblik nosov za projekt Me 309 V1. Bilo je registrirano pod oznako D-ISHN (pozneje CE+BP) in je imelo tovarniško številko 1801, pozneje pa 5603.
Bf 109 V24
Bf 109 V24 je prvič vzletel februarja 1939. Sprva so letalo uporabili samo za preizkuse v vetrovniku, pozneje pa so letalo predelali v vzorčno različico za načrtovano serijo Bf 109 F. Takrat je letalo prejelo novo letalsko oznako in tovarniško številko. To novo letalo je prvič vzletelo 16. julija 1940. Bilo je registrirano pod oznako D-ITDH (pozneje CE+BH in VK+AB) in je imelo tovarniško številko 1929, pozneje pa 5604.
Bf 109 V25
Bf 109 V25 je prvič vzletel februarja 1939. Na tem prototipnem letalu so preizkušali zasnovo načrtovane serije Bf 109 F, dodali so obročast (anularen) hladilnik za olje. Bilo je registrirano pod oznako D-IVCK oz. D-IVKC in je imelo tovarniško številko 1930, pozneje pa 5605.
Bf 109 V26
Letalo so uporabili za preizkus naprave za odvrg dodatnega rezervoarja za gorivo in dodatne rezervoarje same. Avgusta 1940 se je letalo poškodovalo pri zasilnem pristanku. Bilo je registrirano pod oznako CA+NK in je imelo tovarniško številko 1361.
Bf 109 V30
Letalo je bilo opremljeno s pilotsko kabino pod tlakom. Bilo je registrirano pod oznako ND+IE in je imelo tovarniško številko 5716.
Bf 109 V30a
Letalo je bilo opremljeno s pilotsko kabino pod tlakom. Bilo je registrirano pod oznako ND+IF in je imelo tovarniško številko 5717.
Bf 109 V31
Letalo so uporabili za preizkus projekta Me 309 V1, pri katerem so razširili podvozje. Bilo je registrirano pod oznako SG+EK in je imelo tovarniško številko 5642.
Bf 109 V48
Letalo so uporabili za preizkus projekta Bf 109 G-03; uporabili so rep v obliki črke »V«. Bilo je registrirano pod oznako VJ+WC in je imelo tovarniško številko 14003.
Bf 109 V49
Letalo so predelali iz različice Bf 109 G-3 v vzorčno različico za načrtovano serijo Bf 109 H. Imelo je tovarniško številko 1629.
Bf 109 V50
Letalo so predelali iz različice Bf 109 G-5. Imelo je tovarniško številko 15338.
Bf 109 V52
Letalo so uporabili kot vzorčno različico za dvosedežni projekt Bf 109 G-12. Bilo je registrirano pod oznako CJ+MG in je imelo tovarniško številko 18319.
Bf 109 V54
Bf 109 V54 je prvič vzletel decembra 1943. Na tem prototipnem letalu so preizkušali zasnovo načrtovane serije Bf 109 H. Letalo je bilo uničeno 14. avgusta 1944 med letalskim napadom na tovarno Daimler Benz. Bilo je registrirano pod oznako DV+JB oz. PV+JB in je imelo tovarniško številko 15708.
Bf 109 V55
Na tem prototipnem letalu so preizkušali zasnovo načrtovane serije Bf 109 G-5. Bilo je registrirano pod oznako DV+JC oz. PV+JC in je imelo tovarniško številko 15709.

Primerjava različic
| Različica   | Proizvodnja          | Dolžina         | Razpon kril | Največja hitrost              | Največja operativna višina | Osnovna teža | Operativna teža   | Motor                   | Oborožitev              |
| ----------- | -------------------- | --------------- | ----------- | ----------------------------- | -------------------------- | ------------ | ----------------- | ----------------------- | ----------------------- |
| Bf 109 V1   | 1934 - maj 1935      | 8,884 m         | 9,890 m     | 470 km/h                      | 8.000 m                    | 1.404 kg     | 1.800 kg          | Rolls-Royce Kestrel IIS | brez                    |
| Bf 109 V2   | 1934 - december 1935 | 8,55 m          | 9,87 m      | 475 km/h                      | 8.000 m                    | 1.500 kg     | 1.940 kg          | Jumo 210A               | brez                    |
| Bf 109 V3   | ? - april 1936       | 8,55 m          | 9,87 m      | 475 km/h                      | 8.000 m                    | neznano      | neznano           | Jumo 210C               | 2x MG 17 5x bombe SC 10 |
| Bf 109 V4   | ? - september 1936   | 8,50 m          | 9,87 m      | 475 km/h                      | 8.000 m                    | neznano      | neznano           | Jumo 210B               | 2x MG 17                |
| Bf 109 V5   | ? - november 1936    | 8,55 m          | 9,87 m      | 470 km/h                      | 9.000 m                    | neznano      | neznano           | Jumo 210B               | 2x MG 17                |
| Bf 109 V6   | ? - november 1936    | 8,55 m          | 9,87 m      | 470 km/h                      | 9.000 m                    | neznano      | neznano           | Jumo 210D               | 2x MG 17                |
| Bf 109 V7   | ? - november 1936    | 8,55 m          | 9,87 m      | 470 km/h                      | 9.000 m                    | neznano      | neznano           | Jumo 210G               | brez                    |
| Bf 109 V8   | ? - december 1936    | 8,55 m          | 9,87 m      | 440 km/h                      | 9.500 m                    | neznano      | neznano           | Jumo 210D               | 2x MG 17                |
| Bf 109 V9   | ? - julij 1937       | 8,55 m          | 9,87 m      | 420 km/h                      | 9.100 m                    | neznano      | neznano           | Jumo 210G               | neznano                 |
| Bf 109 V10  | ? - december 1937    | 8,55 m          | 9,87 m      | 500+ km/h                     | 9.100 m                    | neznano      | neznano           | Jumo 210D               | brez                    |
| Bf 109 V10a | ? - konec 1937       | neznano         | neznano     | neznano                       | neznano                    | neznano      | neznano           | neznano                 | brez                    |
| Bf 109 V11  | ? - februar 1937     | 8,60 m          | 9,87 m      | 590 km/h                      | 10.000 m                   | neznano      | neznano           | Jumo 210D               | 2x MG 17                |
| Bf 109 V12  | ? - marec 1937       | 8,60 m          | 9,87 m      | 580 km/h                      | 10.000 m                   | neznano      | neznano           | Jumo 210D               | MG FF 2xMG 17           |
| Bf 109 V13  | ? - julij 1937       | 8,60 oz. 8,64 m | 9,87 m      | 610,95 km/h (svetovni rekord) | 10.000 m                   | neznano      | 2.310 do 2.450 kg | DB 601A                 | brez                    |
| Bf 109 V14  | ? - 1937             | 8,64 m          | 9,87 m      | 570 km/h                      | 10.500 m                   | 2.005 kg     | 2.500 kg          | DB 601A                 | brez                    |
| Bf 109 V15  | ? - 1937             | 8,64 m          | 9,87 m      | 570 km/h                      | 10.500 m                   | 2.010 kg     | 2.505 kg          | DB 601A                 | 3x MG 17                |
| Bf 109 V15a | neznano              | neznano         | neznano     | 572 km/h                      | neznano                    | neznano      | neznano           |                         | 3x MG 17                |
| Bf 109 V16  | neznano              | neznano         | neznano     | neznano                       | neznano                    | neznano      | neznano           | Jumo 210D               | neznano                 |
| Bf 109 V17  | ? - februar 1938     | 8,60 m          | 9,87 m      | neznano                       | neznano                    | neznano      | neznano           | Jumo 210D               | 3x MG 17                |
| Bf 109 V17a | ? - marec 1938       | 8,60 m          | 9,87 m      | neznano                       | neznano                    | neznano      | neznano           | Jumo 210D DB 601A       | 3x MG 17                |
| Bf 109 V18  | ? - februar 1938     | 8,60 m          | 9,87 m      | neznano                       | neznano                    | neznano      | neznano           | Jumo 210D               | neznano                 |
| Bf 109 V19  | ? - november 1938    | neznano         | neznano     | neznano                       | neznano                    | neznano      | neznano           | Jumo 210G               | neznano                 |
| Bf 109 V20  | ? - oktober 1938     | neznano         | neznano     | neznano                       | neznano                    | neznano      | neznano           | Jumo 210G               | neznano                 |
| Bf 109 V21  | neznano              | neznano         | neznano     | neznano                       | neznano                    | neznano      | neznano           | P&W "Twin Wasp" SC-G    | neznano                 |
| Bf 109 V22  | neznano              | neznano         | neznano     | neznano                       | neznano                    | neznano      | neznano           | DB 601A                 | neznano                 |
| Bf 109 V23  | ? - februar 1939     | neznano         | neznano     | neznano                       | neznano                    | neznano      | neznano           | DB 601A                 | neznano                 |
| Bf 109 V24  | ? - februar 1939     | neznano         | neznano     | neznano                       | neznano                    | neznano      | neznano           | DB 601A                 | neznano                 |
| Bf 109 V25  | neznano              | neznano         | neznano     | neznano                       | neznano                    | neznano      | neznano           | DB 601A                 | MG 17 MG FF SC 250      |
| Bf 109 V26  | neznano              | neznano         | neznano     | neznano                       | neznano                    | neznano      | neznano           | DB 601A                 | neznano                 |
| Bf 109 V30  | neznano              | neznano         | neznano     | neznano                       | neznano                    | neznano      | neznano           | DB 601 E-1              | brez                    |
| Bf 109 V30a | neznano              | neznano         | neznano     | neznano                       | neznano                    | neznano      | neznano           | DB 601 E-1              | brez                    |
| Bf 109 V31  | neznano              | neznano         | neznano     | neznano                       | neznano                    | neznano      | neznano           | DB 601 E-1              | brez                    |
| Bf 109 V48  | neznano              | neznano         | neznano     | neznano                       | neznano                    | neznano      | neznano           | DB 605 A                | brez                    |
| Bf 109 V49  | neznano              | neznano         | neznano     | neznano                       | neznano                    | neznano      | neznano           | DB 628 V8               | brez                    |
| Bf 109 V50  | neznano              | neznano         | neznano     | neznano                       | neznano                    | neznano      | neznano           | DB 628                  | brez                    |
| Bf 109 V52  | 1942 - 1943          | neznano         | neznano     | neznano                       | neznano                    | neznano      | neznano           | DB 605 A-1              | brez                    |
| Bf 109 V54  | ? - december 1943    | neznano         | 13,26 m     | neznano                       | neznano                    | neznano      | 3.400 kg          | DB 628                  | brez                    |
| Bf 109 V55  | neznano              | neznano         | neznano     | neznano                       | neznano                    | neznano      | neznano           | DB 628                  | brez                    |

### Bf 109 A »Anton«
Serija Bf 109 A je bila odpovedana potem, ko so že izdelali 20 oz. 22 letal. Preklicali so jo, ker je bila preslabo oborožena - le dva nosna mitraljeza.
V zameno so izdelali Bf 109 V4 (glej zgoraj), ki je bil oborožen s tretjim sinhroniziranim mitraljezom MG 17. Ta je bil nameščen pod motorjem (med valji), streljal pa je skozi polje propelerja.
V tej seriji so uporabili dva različna tipa motorjev Jumo. Skoraj vsa letala so poslali v sestavo Legije Kondor v Španijo.

### Bf 109 B »Berta«
Serija Bf 109 B je bila standardna serija Bf 109. Izdelanih je bilo čez 300 letal, obstajale pa so vsega tri izpeljanke.
Prvotno so imela letala dvokrak lesen propeler, ki so ga pozneje nadomestili s trikrakim kovinskim propelerjem s spremenljivim korakom. To je bila glavna razlika med izpeljankama B-1 in B-2. Pozneje so večino izpeljank B-1 nadgradili v različico B-2 z novimi propelerji.
Letala iz te serije so sodelovala v španski državljanski vojni v sestavi Legije Kondor, kjer pa so se pokazale pomanjkljivosti. Te so bile slaba oz. nezadostna oborožitev in ozko podvozje. Te ugotovitve in nesreče so med vojno vodile v nastanek stereotipov o Bf 109. Eden od teh je bil tudi, da konstrukcija letala ne vzdrži strmoglavega leta, zaradi česar so zavezniški piloti tega lovca pogosto podcenjevali.

Primerjava podrazličic
| Ime        | Dolžina | Višina | Razpon kril | Površina kril | Največja hitrost | Operativna višina | Motor                       | Oborožitev       |
| ---------- | ------- | ------ | ----------- | ------------- | ---------------- | ----------------- | --------------------------- | ---------------- |
| Bf 109 B-0 | 8,7 m   | 2,5 m  | 9,9 m       | 16,4 m²       | 446 km/h         | 8.750 m           | Junkers Jumo 210 (610 KM)   | 3 x 7,9 mm MG 17 |
| Bf 109 B-1 | 8,7 m   | 2,5 m  | 9,9 m       | 16,4 m²       | neznano          | neznano           | Junkers Jumo 210 (635 KM)   | 3 x 7,9 mm MG 17 |
| Bf 109 B-2 | 8,7 m   | 2,5 m  | 9,9 m       | 16,4 m²       | neznano          | neznano           | Junkers Jumo 210 E (670 KM) | 3 x 7,9 mm MG 17 |

### Bf 109 C »Cäsar«
Bf 109 Cäsar je bila omejena serija, ki je imela štiri izpeljanke, od katerih je le ena šla v izdelavo.
Glavni namen te serije je bil preizkus namestitve močnejše oborožitve; sprva štiri in pet mitraljezov, nato tudi pa še kombinacijo dveh mitraljezov in dveh topov.
C-0 je bila testna različica s štirimi mitraljezi, medtem ko je bila C-1 serijska proizvodnja predhodne izpeljanke. Naslednja izpeljanka C-2 je bila testna različica s 5 mitraljezi, tej pa je sledila še različica C-3 s po dvema mitraljezoma in dvema topoma. Sama namestitev oborožitve je bila sledeča: pri štirih mitraljezih sta bila dva nameščena nad motorjem in en v vsakem krilu, medtem ko je bilo v eni različici peto orožje nameščeno v nosu letala in je streljalo skozi os propelerja.
Tudi letala te serije so sodelovala v španski državljanski vojni.
Primerjava podrazličic
| Ime        | Dolžina | Višina | Razpon kril | Površina kril | Največja hitrost | Operativna višina | Motor                     | Oborožitev                       |
| ---------- | ------- | ------ | ----------- | ------------- | ---------------- | ----------------- | ------------------------- | -------------------------------- |
| Bf 109 C-0 | 8,7 m   | 2,5 m  | 9,9 m       | 16,4 m²       | 498 km/h         | 9.000 m           | Junkers Jumo 210 (670 KM) | 4 x 7,9 mm MG 17                 |
| Bf 109 C-1 | 8,7 m   | 2,5 m  | 9,9 m       | 16,4 m²       | 498 km/h         | 9.000 m           | Junkers Jumo 210 (670 KM) | 4 x 7,9 mm MG 17                 |
| Bf 109 C-2 | 8,7 m   | 2,5 m  | 9,9 m       | 16,4 m²       | 498 km/h         | 9.000 m           | Junkers Jumo 210 (670 KM) | 5 x 7,9 mm MG 17                 |
| Bf 109 C-3 | 8,7 m   | 2,5 m  | 9,9 m       | 16,4 m²       | 498 km/h         | 9.000 m           | Junkers Jumo 210 (670 KM) | 2 x 7,9 mm MG 17 2 x 20 mm MG/FF |

### Bf 109 D »Dora«
Bf 109 Dora je bila razvita iz prototipov V10 in V13. Izdelanih je bilo 647 letal. Ta različica je postala standardno lovsko letalo Luftwaffe tik pred drugo svetovno vojno.
Ob začetku druge svetovne vojne je bilo operativnih le še 235 letal, ki so jih nato hitro zamenjali z modernejšimi Bf 109 E. Nekaj teh letal pa je ostalo v sestavi Nachtjäger (nočni lovci) enot do začetka leta 1940.
Primerjava podrazličic
| Ime        | Dolžina | Višina | Razpon kril | Površina kril | Največja hitrost | Operativna višina | Motor              | Oborožitev       |
| ---------- | ------- | ------ | ----------- | ------------- | ---------------- | ----------------- | ------------------ | ---------------- |
| Bf 109 D-0 | 8,6 m   | 2,6 m  | 9,87 m      | 16,4 m²       | 471 km/h         | 8.100 m           | Junkers Jumo 210 D | 4 x 7,9 mm MG 17 |
| Bf 109 D-1 | 8,7 m   | 2,5 m  | 9,9 m       | 16,4 m²       | 471 km/h         | 8.100 m           | Junkers Jumo 210 D | 4 x 7,9 mm MG 17 |

### Bf 109 E »Emil«
Da bi preizkusili novi motor DB 601A s 1.100 KM/808 KW, so zgradili dva prototipa: V14 in V15 (glej zgoraj). Po prvih preizkusih so ugotovili, da je prototip V14 boljši. Tako so naročili deset predprodukcijskih letal E-0 (E kot Emil).
Različica E-1 je obdržala dva 7,92 mm mitraljeza MG 17 nad motorjem in dva MG 17 v krilih. Pozneje so večino teh letal predelali v različico E-3. Izpeljanka E-1B je bila zelo majhna serija letal E-1, ki so jih izdelali za prvo operativno rabo Bf 109 v vlogi lovskega bombnika. Letalo so opremili, da je lahko nosilo eno 250 kg bombo pod trupom ali pa dve 50 kg bombi, eno pod vsakim krilom. Serija E-2 je bila načrtovana, a nikoli zgrajena.
Da bi Bf 109 E izboljšali, so izdelali zadnja dva prava prototipa, V16 in V17. Izboljšali so nekatere strukturne lastnosti in povečali oklep. Ta dva prototipa sta bila osnova za različico Bf 109 E-3. Oborožena sta bila z dvema 7,92 mm mitaljezoma MG 17, ki sta bila nameščena nad motorjem in s po enim 20 mm topom MG FF v vsakem krilu. E-3 je imela tudi okrepljen oklep in močnejši motor DB 601A, ki je zmogel 1.100 oz. 1.175 KM. E-3a je bila izvozna različica, ki pa ni imela dodatne opreme, veljala je namreč za vojaško tajnost.
E-3 je sledila serija E-4. Mnogo starih E-3 različic so prenovili v novejšo E-4 ob začetku bitke za Britanijo, ki se je razlikovala v nekaterih manjših podrobnostih. Imela je izboljšan 20 mm krilni top MG FF/M in izboljšan oklep za glavo pilota. MG FF/M je uporabljal nove in izboljšane eksplozivne granate, tako imenovane Minengeschoß (oz. 'minska granata'), ki so bile izdelane iz valjanega jekla in ne več iz ulivanega kot do tedaj. Plašč granate je bil tanjši, a močnejši, zato je bilo v granati več prostora za eksplozivno polnitev. Zaradi močnejšega odsuna so morali top predelati.
Preoblikovali so pilotsko kabino, ki je dobila bolj oglato obliko za lažjo izdelavo. Ta oblika se je obdržala vse do različice G-6, ki je prišla v proizvodnjo jeseni 1943. E-4 je tako postala osnovna različica za ves nadaljnji razvoj v seriji Bf 109 E. Nekatera letala različice E-4 in poznejših različic so dobila dodatno izboljšan motor. DB 601N je bil namenjen delovanju na večjih višinah in je razvil 1.175 KM/875 KW. Različica je dobila ime E-4/N. Prva taka različica se je pojavila julija 1940. DB 601N je bil standardni motor, ki so ga uporabili v večini serije E-6 in nato še v novejših serijah.
E-1 in E-4 sta bila uporabljena v bitki za Britanijo, večino E-3 pa so do takrat že prenovili v E-4. Motor DB 601 se je izkazal za zelo uporabnega proti britanskima lovcema Spitfire in Hurricane. Britanska letala so namreč imela padotočne uplinjače, ki so odpovedali pri negativni g-sili. To se je zgodilo pri prehodu iz vodoravnega v strmoglavi let, zato sta morala tako Spitfire kot Hurricane pred strmoglavljenjem narediti polsodček. DB 601 v takih situacijah zaradi vbrizgavanja goriva ni odpovedal, tako je imel Bf 109 prednost v spustu med napadom kot med begom. To so nemški piloti tudi s pridom izrabljali za dohitevanje ali "umik" pred lovci RAF-a. Spitfire je bil med nemškimi piloti zelo spoštovan nasprotnik, saj je bil hiter in po navedbah tudi bolj gibčen v zavojih pri srednjih in visokih hitrostih kot Bf 109. Ker pa sta imela Spitfire in Hurricane manjšo obremenitev kril (le okoli 120 kg/m² proti 160 kg/m² pri Bf 109), sta lahko delala ožje zavoje. Tako je lahko Spitfire obrnil v krogu premera 212 m, medtem ko je Bf 109 za obrat potreboval kar 270 m. To je v praksi pomenilo, da je Spitfire igraje obračal znotraj zavoja Bf 109. Do teh podatkov so Britanci prišli na podlagi testov z zaplenjenimi letali kot tudi med boji. Nemški priročnik za Bf 109 je sicer navajal, da je letalo sposobno zavojev polmera 170 m. Bf 109 se je izkazal za boljšega v bojnih hitrostih in je bil malce bolj obvladljiv pri najmanjši hitrosti. Oborožitev vseh treh je bila primerljiva. Spitfire in Hurricane sta imela osem .303" (7,69 mm) mitraljezov medtem, ko je imel Bf 109 dva mitraljeza MG 17 kalibra 7,92 mm in dva topa MG FF kalibra 20 mm. Top MG FF je imel nekaj pomanjkljivosti, občasno se je zaskočil, imel je shrambo za le 60 granat. To pomanjkljivost v zvezi s kapaciteto zabojnika za granate so pozneje ugotovili tudi Britanci, ko so Spitfire opremili z dvema topoma Hispano-Suiza HS.404 kalibra 20 mm. Britanski testni piloti, ki so testirali zaplenjenje nemške Bf 109, so pohvalili motor in odzivni čas ter skritizirali obvladljivost letala pri visoki hitrosti, slabšo sposobnost kroženja, trdo krmilno palico in debelejši okvir pilotske kabine, ki je močno omejeval vidno polje pilota.
Ponovno je potrebno omeniti, da je imel Bf 109 velike težave zaradi nihanja letala pri vzletu in pristanku. Po nekih ocenah naj bi se v tovrstnih nezgodah poškodovalo ali razbilo od 5 do celo 33 % vseh izdelanih letal. Medvojna Luftwaffina poročila pa kažejo, da je le okoli 1 % vseh letal imelo nezgodo na začetku vojne, kar je primerljivo z ostalimi podobnimi letali tistega časa. Ta slaba lastnost letala je bila očitna predvsem pri pilotih začetnikih, še posebno hudo je bilo proti koncu vojne, ko piloti niso bili več zadostno usposobljeni pred prvimi bojnimi poleti. Zanimivo je, da je bilo pri Spitfiru, ki je imel podobno podvozje, teh težav bistveno manj. Večina finskih pilotov, ki je letela na Spitfirih je poročala, da je bilo nihanje veliko lažje obvladovati kot v Bf 109. Slabše izurjeni piloti pa na začetku pri vzletu niso obvladali niti tega lovca.
Bf 109 E - različice in podrazličice
- E-0 (predprodukcijsko letalo s štirimi mitraljezi MG 17 7,92 mm)
- E-1 (podobno kot E-0)
  - E-1/B (lovsko-bombniška različica E-1, običajno z DB 601A)
- E-2 (nikoli izdelana)
- E-3 (oklep; 2x MG 17 nad motorjem in en 20 mm top MG FF v vsakem krilu; posodobljena kabina[45])
- E-4 (oklep; izboljšana konstrukcija; zamenjava topa MG FF z MG FF/M; stara kabina)
  - E-4/B (lovsko-bombniška različica E-4, ena 250 kg bomba, običajno z DB 601A)
  - E-4/Trop (različica E-4, prilagojena za tropsko podnebje - poseben filter za zrak)
  - E-4/N (E-4 z motorjem DB 601N)
  - E-4/BN (lovsko-bombniška različica E-4/N, ena 250 kg bomba)
- E-5 (izvidniška različica E-3, kamera, dva mitraljeza MG 17)
- E-6 (izvidniška različica E-4/N, kamera, dva mitraljeza MG 17)
- E-7 (podobno kot E-4, toda z možnim zunanjim rezervoarjem za gorivo)
  - E-7/N (podobno kot E-4/N, toda z možnim zunanjim rezervoarjem za gorivo)
  - E-7/NZ (tudi E-7/Z; E-7/N z dodatnim vbrizgalnim sistemom GM-1)
  - E-7/U2 (jurišna različica E-7)
- E-8 (daljinska izvidniška različica E-1, s sistemom goriva iz E-7, štiri MG 17)
- E-9 (izvidniška različica E-7/N, odvrgljiv rezervoar, kamera, dva MG 17)

Primerjava podrazličic
| Ime             | Dolžina | Višina | Razpon kril | Površina kril | Največja hitrost | Operativna višina | Motor                         | Oborožitev                       |
| --------------- | ------- | ------ | ----------- | ------------- | ---------------- | ----------------- | ----------------------------- | -------------------------------- |
| Bf 109 E-0      | 8,64 m  | ?      | 9,87 m      | ?             | 570 km/h         | 10.500 m          | DB 601 A DB 601 Aa DB 601 A-0 | 4 x 7,9 mm MG 17                 |
| Bf 109 E-1      | 8,64 m  | ?      | 9,87 m      | ?             | 570 km/h         | 10.500 m          | DB 601 A                      | 4 x 7,9 mm MG 17                 |
| Bf 109 E-3      | 8,64 m  | ?      | 9,87 m      | ?             | ?                | 11.000 m          | DB 601 A                      | 2 x 7,9 mm MG 17 2 x 20 mm MG FF |
| Bf 109 E-3a     | 8,64 m  | ?      | 9,87 m      | ?             | ?                | ?                 | DB 601 Aa                     | brez                             |
| Bf 109 E-3/B    | 8,64 m  | ?      | 9,87 m      | ?             | ?                | ?                 | DB 601 A                      | MG 17 MG FF/M SC 50 SC 250 SD 2  |
| Bf 109 E-4      | 8,64 m  | ?      | 9,87 m      | ?             | 575 km/h         | 11.000 m          | DB 601 A                      | MG 17 MG FF/M                    |
| Bf 109 E-4/B    | 8,64 m  | ?      | 9,87 m      | ?             | 525 km/h         | 10.000 m          | DB 601 A                      | MG 17 MG FF/M SC 50 SC 250 SD 2  |
| Bf 109 E-4/N    | 8,64 m  | ?      | 9,87 m      | ?             | 540 km/h         | 11.100 m          | DB 601 N                      | MG 17 MG FF/M                    |
| Bf 109 E-4/Trop | 8,64 m  | ?      | 9,87 m      | ?             | 540 km/h         | 11.100 m          | DB 601 N                      | MG 17 MG FF/M                    |
| Bf 109 E-5      | 8,64 m  | ?      | 9,87 m      | ?             | 600 km/h         | 11.000 m          | DB 601 A                      | MG 17                            |
| Bf 109 E-6      | 8,64 m  | ?      | 9,87 m      | ?             | 600+ km/h        | 11.000 m          | DB 601 A                      | MG 17                            |
| Bf 109 E-7      | 8,64 m  | ?      | 9,87 m      | ?             | 540 km/h         | 11.000 m          | DB 601 N                      | MG 17 MG FF/M SC 50 SC 250       |
| Bf 109 E-7/U2   | 8,64 m  | 2,60 m | 9,87 m      | ?             | 590 km/h         | 11.000 m          | DB 601 A DB 601 N             | MG 17 MG FF/M                    |
| Bf 109 E-7/Trop | 8,64 m  | 2,60 m | 9,87 m      | ?             | ?                | ?                 | DB 601 N                      | MG 17 MG FF/M SC 250             |
| Bf 109 E-7/Z    | 8,64 m  | ?      | 9,87 m      | ?             | 600+ km/h        | 11.000 m          | DB 601 N                      | MG 17 MG FF/M SC 250             |
| Bf 109 E-8      | 8,64 m  | ?      | 9,87 m      | ?             | 590 km/h         | 11.000 m          | DB 601 A                      | MG 17                            |
| Bf 109 E-9      | 8,64 m  | ?      | 9,87 m      | ?             | 610 km/h         | 11.000 m          | DB 601 A                      | MG 17                            |

### Bf 109 F »Friedrich«(tudi "Fritz")
Po februarju 1940 so razvili boljši motor DB 601E, Messerschmittovi inženirji so trup različice E-1 predelali za ta novi motor (Luftwaffina oznaka VK+AB s tovarniško številko 5604). Tudi podvozje je bilo olajšano, nos in okrov motorja predelana, da so izboljšali aerodinamiko letala. Primerjava z E-1 je bila očitna, saj so uporabili trapezoidno obliko kril, to so pozneje spremenili v seriji F. Vse te spremembe so postale standardne za serijo Bf 109 F. Novi motor DB 601E pa še ni bil pripravljen za množično izdelavo, zato so na različicah F-0, F-1 in F-2 uporabili motor DB 601N (1.175 KM/875 KW). Šele za različico F-3 je bilo izdelanih dovolj novih motorjev, takrat so tudi povečali liste propelerja.
Po zunanjosti se je Bf 109 F zelo razlikoval od serije E. Uvedene so bile tudi številne nove aerodinamične izboljšave. Zaradi teh so morali posodobiti tudi oborožitev: dva mitraljeza MG 17 sta bila nameščena nad motorjem, avtomatski top pa je streljal skozi os propelerja. Zgodnje F različice so bile opremljene z 20 mm topom MG FF/M, F-2 je bil opremljen s 15 mm topom MG 151. Različice od F-4 naprej pa so imele vgrajen 20 mm top MG 151/20. Več letalskih asov, predvsem polkovnik Adolf Galland, se je pritoževalo nad to pomanjkljivo oborožitvijo, bila je nezadostna za povprečnega pilota. Major Walter Oesau celo ni hotel leteti z različico F, dokler je imel na voljo različico E. Šele potem, ko je zmanjkalo rezervnih delov, je presedlal na novejšo različico. Pozneje so izboljšali oborožitev tako, da so dodali dva podkrilna 20 mm topa, ta namestitev je vplivala na manevrske sposobnosti letala. Nekateri drugi piloti, predvsem Werner Mölders, pa so bili zadovoljni s tako oborožitvijo.
Prva letala iz serije F niso bila dovolj preizkušena, zaradi česar so nekatera skoraj strmoglavila. Največkrat so temu botrovale vibracije, ki so povzročile poškodbe oz. odlom krila ali pa se je odlomil repni višinski stabilizator. V eni od takih nesreč je življenje izgubil poveljnik JG 2 Richthofen, Wilhelm Balthasar. Med preizkusnim poletom ga je napadel britanski Spitfire, med izmikanjem so se krila njegovega Bf 109 odlomila, letalo pa je strmoglavilo. Ko so pregledali razbitino, so ugotovili, da letala ni zadela niti ena krogla. Pozneje so rešili tudi te konstrukcijske težave, tako da je serija F na splošno veljala za najboljšo v vsej družini letal Bf 109.
 Bf 109 F - različice in podrazličice 
- F-0 (predprodukcijsko letalo, zgrajeno s trupom serije E, Adolf Galland je bil eden redkih, ki je to letalo uporabil v boju)
- F-1 (oboroženo z enim topom MG FF/M (20 mm) in dvema mitraljezoma MG 17 (7,92 mm))
- F-2 (oboroženo z enim 15 mm topom MG 151 in dvema mitraljezoma MG 17)
  - F-2/trop (tropska različica - poseben filter zraka za motor)
- F-3 (F-2 z motorjem 601E, manjša serija in večina nadgrajena v različico F-4)
- F-4 (oboroženo z enim 20 mm topom MG 151/20 in dvema mitraljezoma MG 17)
  - F-4 R1 (dva 20 mm topa v podkrilnih nosilcih, različica za posebne namene, manjša serija)
  - F-4/Z (dodatni sistem za vbrizg GM-1)
- F-5 (izvidniška različica F-4, samo dva MG 17)
- F-6 (izvidniška različica F-4, izboljšana fotografska oprema)

Primerjava podrazličic
| Ime             | Dolžina | Višina | Razpon kril | Površina kril | Največja hitrost | Operativna višina | Motor    | Oborožitev                       |
| --------------- | ------- | ------ | ----------- | ------------- | ---------------- | ----------------- | -------- | -------------------------------- |
| Bf 109 F-0      | 8,94 m  | 2,6    | 9,924 m     | ?             | 595 km/h         | 11.500 m          | DB 601 N | 7,9 mm MG 17 MG FF/M             |
| Bf 109 F-1      | 8,94 m  | 2,6    | 9,924 m     | ?             | 595 km/h         | 11.500 m          | DB 601 N | 7,9 mm MG 17 MG FF/M             |
| Bf 109 F-2      | 8,94 m  | 2,6    | 9,924 m     | ?             | 595 km/h         | 11.500 m          | DB 601 N | 7,9 mm MG 17 MG 151              |
| Bf 109 F-2/B    | 8,94 m  | 2,6    | 9,924 m     | ?             | 595 km/h         | 11.500 m          | DB 601 N | 7,9 mm MG 17 MG 151 SC 50 SC 250 |
| Bf 109 F-3      | ?       | ?      | ?           | ?             | ?                | ?                 | DB 601 E | 7,9 mm MG 17 MG 151              |
| Bf 109 F-4      | 8,94 m  | 2,6    | 9,924 m     | ?             | 600+ km/h        | 12.000 m          | DB 601 E | 7,9 mm MG 17 MG 151/20           |
| Bf 109 F-4/Z    | 8,85 m  | 2,6    | 9,92 m      | ?             | ?                | ?                 | DB 601 E | 7,9 mm MG 17 MG 151/20           |
| Bf 109 F-4/Trop | 8,85 m  | 2,6    | 9,92 m      | ?             | ?                | ?                 | DB 601 E | 7,9 mm MG 17 MG 151/20           |
| Bf 109 F-4/R1   | 8,85 m  | 2,6    | 9,92 m      | ?             | ?                | ?                 | DB 601 E | 7,9 mm MG 17 MG 151/20           |

### Bf 109 G »Gustav«
Potem, ko je bil razvit nov motor DB 605 (1.475 KM/1.098 KW), so razvili tudi novo G serijo. Prva letala iz te serije so bila zelo podobna F-4, enako so bila tudi oborožena. G serija je postala znana po izboklini nad motorjem, saj je imel motor DB 605 dodaten hladilni sistem. Serija je bila od različice G-5 naprej opremljena s 13 mm mitraljezi MG 131. Celotna serija je dobila vzdevek Bunka (nemško Die Beule).
DB 605 je bil vzrok številnim težavam v prvem letu uporabe, zato so morali motorju največjo moč zmanjšati na 1.310 KM/975 kW. Težavo so rešili šele oktobra 1943, ko so spremenili turbino pri motorju in od različice G-5 naprej so tudi povečali repni smerni stabilizator. Vse to je bil del nenehnih izboljšav z enim ciljem - povečati hitrost. Zavezniki so začeli uporabljati boljše in hitrejše lovce P-51D in izboljšane lovce Spitfire. Sprva so domnevali, da je dodatna teža novih motorjev in težji oklep vplivala na letalske sposobnosti, še posebej zaradi velike obremenitve kril. Čeprav je bila ta domneva pravilna, pa so poznejše raziskave pokazale, da so izboljšave le malenkostno vplivale na povečanje teže. Največja težava Bf 109 je bila vse večja zavezniška tehnična premoč.
S serijo G so Nemci uvedli tudi veliko število izpeljank za posebne naloge. Mednje tako spadajo daljinska izvidniška različica (dobila je dva odvrgljiva 300 l rezervoarja) in višinski prestreznik. Kabina je bila pod tlakom in dodan in bil izboljšan vbrizgalni sistem goriva.
Različica G-6 je bila največkrat izdelana različica v celotni družini Bf 109, najbolj je znana po močnejšem oklepu. Različica G-6/U4 z Rüstsatz R6 je bila oborožena z dvema 13 mm mitraljezoma MG 131 nad motorjem, enim 30 mm topom MK 108, ki je streljal skozi os propelerja in dvema 20 mm topoma MG 151/20 v podkrilnih nosilcih. G-6 je bila pogosto opremljena z različnimi nosilci, ki so lahko nosili dodatni rezervoar ali bombe oz. rakete. Tako so lahko letalo prilagodili za izvidniške ali jurišne naloge. Leta 1943 so uvedli več novih izboljšav: oklepno-stekleni naglavni naslon (t. i. Galland Panzer), kabino tipa Erla Haube, ki je omogočala boljši vsestranski razgled in večji repni smerni stabilizator, ki je omogočal večjo stabilnost pri višji hitrosti. Uvedba minometa / raketometa WGr. 21 cm na podkrilnih nosilcih in 30 mm top MK 108 je izboljšala oborožitev. Nekatere G različice so bile opremljene tudi s posebno opremo, ki je razbremenila krmilno palico pri višji hitrosti. Uvedli so tudi boljšo radijsko in navigacijsko opremo.
Poznejše G različice so bile v bistvu le izboljšane G-6. Zgodaj leta 1944 so uvedli nove motorje z večjimi turbinami za boljše zmogljivosti na visokih višinah (DB 605AS), vbrizgalne sisteme MW 50, ki so uporabljali mešanico metanola in vode. Tako so izboljšali hitrost v majhnih in srednjih višinah (DB 605AM) ali pa so združili obe izboljšavi (DB 605ASM). Slednji motor so npr. vgradili v Bf 109 G-6.
G-14, ki se je pojavil v sredini leta 1944, je bila izboljšana različica Bf 109 G-6. Imela je standardni vbrizgalni sistem z metanolom MW 50. Višinske različice so prejele končno kratico /AS (npr. G-6/AS). V tem letu so tako Nemci začeli na nekritičnih mestih (rep, pilotski sedež, armaturna plošča...) uporabljati tudi les. Razloge so nekateri videli v tem, da je Nemcem v tem letu začelo primanjkovati kovin. "Pravi razlog" pa naj bi bil v tem, da je želela Nemčija kovinsko industrijo uporabiti za bolj pomembne izdelke v vojaški proizvodnji.
G-10 ni bila posebna različica, ampak je skupni ime za različice serije G, ki so jih nadgradili v G-10 oz. so zgradili popolnoma nova letala. Ta serija je bila že izdelana tako, da bi v čim manj vplivala na celotno proizvodnjo letal. Tako so uporabili trup serije G, letalo pa je bilo opremljeno bolj v skladu z različico K-4 (enak motor in električni generator). Kljub številki, se je G-10 pojavil šele po uvedbi različice G-14. Najpomembnejša izboljšava je bila Erla-Haube kabina, ki je zmanjšala število sestavnih delov kabine in s tem zelo povečala preglednost. Do konca vojne je bilo izdelanih okoli 2.600 letal G-10.
Podobna je bila različica Bf 109 G-12. To je bilo dvosedežno šolsko letalo in je bilo le redkokdaj oboroženo.
 Bf 109 G - različice in izpeljanke. 
Različice so bile lahko opremljene z dodatki tipa Rüstsatz (izboljšave v enotah) ali tipa Umrüst-bausatz oz. Umbau (tovarniško izdelane). Različice s temi dodatki so dobili končnico /R oz. /U (npr. G-10/R).
Pomen Umrüst-Bausatz [Umbau] številk
- U1 (Messerschmitt P6 zračna zavora; samo prototipi)
- U2 (GM-) dodatna moč motorja)
- U3 (MW 50 dodatna moč motorja)
- U4 (30 mm top MK 108)

Pomen Rüstsatz številk
- R1 nosilec za 250 ali 500 kg bombe, nameščen pod trup letala
- R2 podkrilni nosilec za 4x 50 kg bombe ali 2x W.Gr.21 rakete (ali v različicah G-1 do G-4, za izvidniško opremo)
- R3 odvrgljiv rezervoar (300 l) namščen pod trup letala
- R4 dva podkrilna nosilca za 30 mm topa MK 108
- R6 dva podkrilna nosilca za 20 mm topa MG 151/20

Znane različice
- G-1 (podtlačna kabina)
  - G-1/R2 (lahki višinski lovec)
  - G-1/U2 (višinski lovec z GM-1)
  - G-1 Trop (načrtovana različica za tropsko podnebje)
- G-2 (lahki lovec)
  - G-2/R1 (lovsko-bombniška različica; dva podkrilna rezervoarja, dodatno repno kolo)
  - G-2/R2 (izvidniški lovec)
  - G-2 Trop (tropski izvidniški lovec)
- G-3 (kabina pod tlakom kot pri G-1 z novo radijsko opremo; le 50 izdelanih)
- G-4 (izvidniški lovec)
  - G-4/R2 (izvidniški lovec)
  - G-4/R3 (izvidniški lovec)
  - G-4 Trop (tropski izvidniški lovec)
  - G-4/U3 (izvidniški lovec z MW 50)
  - G-4y (poveljniški lovec)
- G-5 (podtlačna kabina)
  - G-5/U2 (višinski lovec z GM-1)
  - G-5/U3 (opremljen z MW 50)
  - G-5/AS (višinski lovec z motorjem DB 605AS)
  - G-5y (poveljniški lovec)
- G-6 (lahki lovec)
  - G-6/R2 4x 50 kg podkrilne bombe (lovski bombnik) ali dve raketi Wfr.Gr. 21 (težki lovec)
  - G-6/R3 (izvidniški lovec)
  - G-6/R6 (težki lovec - dva dodatna topa 20 mm)
  - G-6 Trop (tropski lovec)
  - G-6/U2 (opremljen z GM-1)
  - G-6/U3 (opremljen z MW 50)
  - G-6/U4 (30 mm top MK 108)
  - G-6y (poveljniški lovec)
  - G-6/AS (višinski lovec z motorjem DB 605AS)
  - G-6/ASy (višinski poveljniški lovec)
  - G-6N (nočni lovec, opremljen z R6 in FuG 350Z Naxos)
  - G-6/U4 N (kot G-6N, a s topom 30 mm MK 108)
- G-8 (izvidniški lovec kot G-6, a s kamero za kabino in zmanjšanim oklepom v nekaterih letalih)
- G-10 (lahki lovec z motorjem DB 605D/DM/DBM)

- - G-10/R5 (izvidniški lovec)
  - G-10/R6 (težki lovec; dodatna topa 20 mm)
  - G-10/U4 (opremljen s 30 mm topom MK 108)
- G-12 (dvosedežno šolsko letalo; izdelan iz starejših G-1/G-5)
  - G-12/R3 (300 l rezervoar nameščen pod trup letala)
- G-14 (lahki lovec, izboljšava G-6)
  - G-14/R6 (težki lovec - dva dodatna topa 20 mm);
  - G-14/AS (višinski lovec z motorjem DB 605ASM);
  - G-14/ASy (višinski poveljniški lovec);
  - G-14y (kabina s stalnim tlakom);
  - G-14/U4 (opremljen s 30 mm topom MK 108)
- G-16 (lovski bombnik; na osnovi G-14 z dodatnim oklepom; proizvodnja se je začela tik pred koncem vojne)

Primerjava podrazličic
| Ime            | Dolžina | Višina | Razpon kril | Površina kril | Največja hitrost | Operativna višina | Motor      | Oborožitev                    |
| -------------- | ------- | ------ | ----------- | ------------- | ---------------- | ----------------- | ---------- | ----------------------------- |
| Bf 109 G-0     | 8,85 m  | ?      | 9,92 m      | ?             | 600+ km/h        | ?                 | DB 601 E   | 7,9 mm MG 17 MG 151/20        |
| Bf 109 G-1     | 8,94 m  | 2,6 m  | 9,92 m      | ?             | 600+ km/h        | ?                 | DB 605 A   | 7,9 mm MG 17                  |
| Bf 109 G-1/R2  | 8,85 m  | ?      | 9,92 m      | ?             | 600+ km/h        | ?                 | DB 605 A   | 7,9 mm MG 17 MG 151/20        |
| Bf 109 G-2     | 8,85 m  | 3,67 m | 9,92 m      | ?             | 640 km/h         | ?                 | DB 605 A   | 7,9 mm MG 17 MG 151/20        |
| Bf 109 G-3     | 8,94 m  | 2,50 m | 9,924 m     | ?             | ?                | ?                 | DB 605 A   | 7,9 mm MG 17 MG 151/20        |
| Bf 109 G-4     | 8,85 m  | ?      | 9,92 m      | ?             | ?                | ?                 | DB 605 A   | 7,9 mm MG 17 MG 151/20        |
| Bf 109 G-6/AS  | 8,94 m  | 2,60 m | 9,92 m      | ?             | ?                | ?                 | DB 605 AS  | MG 131 MG 151/20              |
| Bf 109 G-6/U4  | 8,94 m  | 2,50 m | 9,924 m     | ?             | ?                | ?                 | DB 605 A   | MK 108 MG 131                 |
| Bf 109 G-10    | 8,95 m  | 2,60 m | 9,97 m      | ?             | 560 km/h         | 12.500 m          | DB 605 D   | MK 151/20 MG 131              |
| Bf 109 G-12    | 8,94 m  | 3,67 m | 9,924 m     | ?             | ?                | ?                 | DB 605 A   | MK 151/20 MG 131 MG 108 MG 17 |
| Bf 109 G-14/AS | 8,94 m  | 2,60 m | 9,92 m      | ?             | ?                | ?                 | DB 605 ASM | MK 151/20 MG 131              |

### Bf 109 H »Höhenjäger«
Serija Bf 109 H je bila zasnovana kot višinski lovec za bojevanje na velikih višinah, izdelana na osnovi serije F.
Največja operativna višina tega tipa je bila 14.600 m. Razpon kril je bil povečan na 11,92 m, tudi višinski stabilizator je bil povečan in ponovno oprt na trup. Najvišja hitrost je bila 750 km/h na višini 10.100 m. Izdelanih je bilo le manjše število H-1, uporabljali pa so jih predvsem nad Francijo. Načrtovane so bile tudi različice H-2 in H-5, a so prej ukinili celo serijo zaradi težav s trdnostjo kril.

### Bf 109 K »Kurfürst«(tudi "Karl")
Serija K je bila zadnja izdelana serija v sklopu družine Bf 109 in je bila odziv na zahtevo RLM po poenotenju. Zaradi razvoja vojne in vedno več izdelanih različic je postala proizvodnja vseh teh številnih različnih delov prezapletena, nepregledna in predraga. Tako so naročili Messerschmittu, naj izdela načrt za racionalizacijo proizvodnje, poenotenje delov (tipizacijo). Tako bi dobili enoten, standarni model, ki bi imel boljšo medsebojno izmenljivost delov in opreme. Ta postopek naj bi uvedli že s serijo G, toda sam razvoj serije je šel v popolnoma drugo smer. Delo na seriji K se je začelo leta 1943, prototip pa je bil pripravljen jeseni istega leta. Serijska proizvodnja se je začela šele avgusta 1944 zaradi zastojev v proizvodnji in razvojem novega motorja DB 605D. Prva letala so postala operativna v oktobru 1944, do konca meseca pa je bilo na bojiščih že okoli 200 letal. Ob koncu januarja 1945 je bilo registriranih že več kot 300 letal, od tega jih je bila četrtina v bojnih enotah.
V različicah K-6, K-8, K-10 in K-14 so načrtovali spremembe oborožitve. Obdržali pa naj bi dva 13 mm mitraljeza MG 131 nad motorjem in dodali po en 30 mm top MK 108 v vsako krilo ter en top MK 108 v motor. K-14 naj bi imel poseben motor DB 605L in propeler s štirimi listi, a ni bil nikoli izdelan.
V večjih količinah je bila izdelana samo različica K-4. Okoli 1.700 teh letal prišlo iz tovarn pred koncem vojne. Oborožena so bila z enim 30 mm topom MK 108 v motorju (65 granat), dvema 13 mm mitraljezoma MG 131 v nosu letala (vsak po 300 nabojev). Poleg tega pa so bila opremljena z odvrgljivim rezervoarjem, do 500 kg bomb, podkrilnimi nosilci za 20 mm top oz. 210 mm rakete.
Bf 109 K-4 je bila najhitrejša različica v celotni družini, saj je dosegla hitrost okoli 715 km/h na višini 7.500 m. Imela je tudi veliko hitrost vzpenjanja: 17,7 m/s pri 1,98 ata oz. 16,8 m/s pri 1,8 ata, s temi lastnostmi je bila K-4 povsem primerljiva, če ne celo boljša od večine zavezniških letal. Toda tudi te dobre manevrske sposobnosti letala niso mogle odtehtati slabe izurjenosti novih nemških pilotov.

Primerjava podrazli
| Ime        | Dolžina | Višina | Razpon kril | Površina kril | Največja hitrost | Operativna višina | Motor    | Oborožitev           |               |
| ---------- | ------- | ------ | ----------- | ------------- | ---------------- | ----------------- | -------- | -------------------- | ------------- |
| Bf 109 K-4 | 9,00 m  | 2,35 m | 9,92 m      | ?             | 573 km/h         | 12.500 m          | DB 601 D | MG 108 MG 131        |               |
| Bf 109 K-6 | ?       | ?      | ?           | ?             | ?                | ?                 | ?        | DB 605 M             | MK 108 MG 131 |
| Bf 109 K-8 | ?       | ?      | ?           | ?             | ?                | ?                 | ?        | DB 605 DM            | MK 108        |
| Bf 109 K-8 | ?       | ?      | ?           | DB 605 DM     | ?                | ?                 | ?        | MK 103 MK 108 MG 131 |               |

### Bf 109 T »Trägerflugzeug«
Pred začetkom druge svetovne vojne se je nemška Kriegsmarine zelo navduševala nad letalonosilkami. Potem, ko so prevzeli britanske in japonske ideje (predvsem so se zgledovali po Akagiju - potopljena v Bitki pri Midwayu leta 1942), so začeli z izdelavo letalonosilke Graf Zeppelin. Za letala so izbrali lovce Bf 109 T in jurišnike Ju 87 T (kratica T izhaja iz nemške besede Träger - letalonosilka).
Sprva so naročili predelavo desetih E-3 v različico T-0. Tej različici so dodali lovilno repno kljuko, nastavke za katapult, okrepili so celotno konstrukcijo zaradi sil ob vzletu s pomočjo katapulta, ročno zložljiva podaljšana krila (11,08 m) in razširjeno podvozje. Tako izboljšano letalo naj bi bilo boljše kot britanski Supermarine Seafire, ki je bil le malce predelano kopensko letalo (zložljiva krila, lovilna kljuka itn). Nekaj letal T-0 in T-1 so predelali v novo različico T-2. Letala so dodelili I/JG.77, ki je deloval na Norveškem. To predvsem zaradi tega, ker so bile norveške letalske steze krajše in nenehno pod vplivom močnih vetrov. Pozneje so ta letala predali testni enoti.
Pozneje, ko so ugotovili pravo moč letalonosilk, so ponovno začeli z gradnjo. Toda takrat je bil T-2 že zastarelo letalo, tako da je Messerschmitt razvil novo letalo Me 155 A. Nekaj zatem so ponovno ukinili projekt in Me 155 pa uporabili kot višinskega lovca.

Primerjava podrazličic

### Bf 109 Z »Zwilling«
To poskusno letalo »Dvojček« je bilo sestavljeno iz dveh trupov serije F skupaj z zunanjima kriloma, ki sta bili med seboj povezani z novim krilom in novim repom. Načrtovani sta bili dve različici: prestrezniška s petimi 30 mm topovi in lovsko-bombniška z nosilnostjo 1.000 kg bomb. Izdelano je bilo samo eno letalo Bf 109 Z, ki pa ni nikoli poletelo, saj je bilo uničeno med zavezniškim letalskim napadom. Podobno letalo so izdelali tudi Američani iz Mustanga (F-82 Twin Mustang).

### Bf 109 S
To je bilo načrtovano dvosedežno šolsko letalo na osnovi serije E, ki pa ga Nemci niso nikoli izdelali.

## Drugi medvojni uporabniki

### Finska
Leta 1943 je Finsko vojno letalstvo kupilo prve Bf 109; prvo letalo je prispelo 13. marca 1944 in zadnje 20 avgusta 1944. Skupaj je Finska kupila 162 teh letal, prejela pa je le 159 letal, saj sta bila dva G-6 in en G-8 uničeni že med prevozom. Na koncu so imeli 48 G-2, 109 G-6 in 2 G-8. Tako ostaja Bf 109 še danes najbolj številen tip letala v zgodovini Finskega vojnega letalstva. Med vojno so ta letala dodelili letalskim eskadriljam: 24, 28, 30 in 34.
|              |  | HLeLv 24 | HLeLv 28 | HLeLv 30 | HLeLv 34 |
| ------------ |  | -------- | -------- | -------- | -------- |
| Zračne zmage |  | 304      | 15       | 3        | 345      |
| Bojne izgube |  | 14       | 0        | 2        | 18       |
Finci so z Bf 109 dosegli 667 zmag, pri čemer so sami izgubili le 34 letal, 16 drugih letal so izgubili v nesrečah, 8 letal pa je bilo uničenih na tleh; življenje je izgubilo le 23 pilotov. Impresivna statistika! Razmerje med zmagami in izgubami je bilo 11,5:1! Torej so sestrelili kar 23 nemških Bf 109 za ceno le dveh lastnih Bf 109.
Vojno sta »preživela« 102 Bf 109, tako je Bf 109 ostal najbolj številno letalo Finskega vojnega letalstva še celo desetletje po vojni. Zaradi kratke življenjske dobe, letalo je bilo načrtovano kot vojno letalo z življenjsko dobo 100-200 bojnih ur, so jih izločili iz uporabe poleti leta 1954. Zadnji let je bil opravljen 13. marca 1954, to je točno deset let po prejemu prvega Bf 109.

### Švica
Švica je leta 1938 prejela prvih deset letal Bf 109 D. Pozneje so kupili še 80 E-3, ki so pričeli prihajati aprila 1939. Med vojno so Švicarji zajeli še 4 Bf 109, dva serije F in dva serije G. Aprila 1944 so prejeli še dvanajst G-6, ki so jih dobili v zameno za uničenje nočnega lovca Messerschmitt Bf 110, ki je moral zasilno pristati na švicarskem ozemlju. V aktivni uporabi so bili do leta 1946.
Prvi zračni boj med Švicarji in Nemci je bil 10. maja 1940, ko je več švicarskih Bf 109 prestreglo nemški Dornier Do 17 blizu meje pri Bütschwilu. V boju je bil Dornier zadet in je moral zasilno pristati blizu Altenrheina. Naslednji incident se je zgodil 16. maja 1940, ko je nemški Heinkel He 111 na poti iz Francije prečkal švicarski zračni prostor. Napadla sta ga dva švicarska Bf 109, zatem pa je bombnik zašel še v protiletalski ogenj v okolici Züricha. Dva ranjena Nemca sta odskočila s padali, ostala dva pa sta pristala s poškodovanim letalom in bila zajeta.
1. junija 1940 so Nemci poslali 36 He 111, da so prečkali švicarski zračni prostor. V spopadu so Švicarji utrpeli prvo žrtev, podporočnik Rudolf Rickenbacher je bil zadet v rezervoar, letalo se je vnelo, pilot pa je v umrl v goreči kabini.
8. junija 1940 sta dva nemška Bf 109 napadla švicarsko opazovalno letalo C-35, pri čemer sta bila oba švicarska člana posadke ubita. Istega dne so Švicarji v odgovor poslali okoli 15 lovcev Bf 109 pod vodstvom stotnika Lindeckerja, da so napadli 28 nemških lovcev. Švicarji so sestrelili tri letala in močno poškodovali četrtega, medtem ko so sami imeli le eno poškodovano letalo.
Da bi se švicarski lovci razlikovali od nemških in ne bi postali žrtev zavezniških lovcev, so jih pobarvali v zelo živih barvah in drugačnih maskirnih vzorcih.

### (Kraljevina) Jugoslavija
Leta 1939 je Kraljevina Jugoslavija prejela 73 Bf 109 E-3 v zameno za železovo, bakrovo in kromovo rudo. Zaradi kroničnega pomanjkanja nadomestnih delov, teh Nemci namerno niso hoteli dobaviti, je le malo letal prišlo v redno uporabo. Tudi jugoslovanski piloti so imeli nekaj nesreč pri pristankih zaradi ozkega podvozja. Med aprilsko vojno leta 1941 so letala uporabili proti nemškim Bf 109. V napdu 6. aprila 1941 so jugoslovanski piloti z 12 Bf 109 in 6 Ikar IK-3 sestrelili dvanajst nemških Bf 109.
Ob koncu vojne je bilo na jugoslovanskem ozemlju delujočih le še 17 Bf 109, težava so bili spet rezervni deli zanje. Od leta 1945 do leta 1959 so jih imeli uskladiščene, medtem ko so jih še nekaj dobili iz Bolgarije. Jugoslovansko vojno letalstvo je uporabljalo mešanico G-2, G-6, G-10 in G-12. Zadnja letala so bila odpisana v sredini leta 1952.

## Povojna proizvodnja

### Češkoslovaška
Po vojni so na Češkoslovaškem izdelovali Bf 109 pod imenom Avia S-99 in Avia S-199. To so bili prilagojeni Bf 109 G-14, ki so bili opremljeni z motorjem Junkers Jumo 211F.
Kar nekaj teh letal so nato prodali Izraelu, ki je z njimi ustanovil Izraelsko vojno letalstvo. Uporabili so jih med izraelsko osamosvojitveno vojno, v uporabi pa so bili pod oznako Sakin (nož) do leta 1948. Izraelske Avie so letele tudi proti egiptovskim Spitfirom, tako so ponovno obudili spomin na drugo svetovno vojno..

### Španija
V Španiji so izdelovali dve licenčni verziji Bf 109 G-2: Hispano Aviacion Ha 1112 Tripala in Buchon. Prvi je imel motor Hispano-Suiza, drugi pa Rolls-Royce Merlin (kot pri Spitfirih). Veliko teh letal so uporabili v filmske namene. Serijo F in G so uporabili v filmih Bitka za Britanijo in Tuskegee Airmen. Modifikacije teh letal so opravili v seviljski tovarni Hispano Aviacion.
Messerschmitt Bf 109 je začel in končal svojo kariero z motorji Rolls-Royce.

## Konec dobe Bf 109
Izvirni Bf 109, ki so bili izdelani pred letom 1945, so ostali v redni uporabi še dolgo po drugi svetovni vojni. Bivša nemška zaveznica Romunija jih je uporabljala še vse do leta 1955, Finska pa do marca 1954. Madžarske posadke so vse preostale Bf 109 uničile v Nemčiji 6. maja 194,. Švicarji so se svojih Bf 109 »znebili« v 50. letih 20. stoletja.
Španska letala Hispano so ostala v uporabi še v 60. letih 20. stoletja. Poleg uporabe v filmih so nekatera letala predelali nazaj v Bf 109 in jih prodali v muzeje oz. zasebne zbirke.